# 龙岩市第二医院
龙岩市第二医院（The Second Hospital of Longyan）是中国福建省龙岩市的一家三级乙等医院。

## 沿革
1883年，美国归正教会在漳州平和县小溪镇创办救世医院。1898年，救世医院总院迁至厦门鼓浪屿河仔下（现鼓浪屿鼓新路70-80号故宫鼓浪屿外国文物馆处），设内科、外科、产科、眼耳鼻科。1932年，救世医院从美国购进X光机，该院开始设病床、实施外科手术。1951年12月，救世医院由厦门市人民政府接办，改称厦门市第二医院。
1931年10月民办侨助的厦门鼓浪屿医院成立。1953年1月，厦门鼓浪屿医院由厦门市人民政府接办，改称厦门市妇产科医院。1954年改称厦门市第三医院。1958年1月，厦门市第二医院和厦门市第三医院合并为鼓浪屿医院。院部设在鼓浪屿福建路60号，分院（肺科）设在鼓浪屿鼓新路72号。
1966年，受文化大革命影响，鼓浪屿医院易名反帝医院。1970年3月医院迁往龙岩，改称福建生产建设兵团一师医院。1974年易名为福建生产建设兵团龙岩煤矿医院。1975年更名为龙岩地区煤矿医院。1977年由龙岩地区行政公署接管，改名为龙岩地区第二医院。1997年5月1日，龙岩撤地建市，医院随之更名为龙岩市第二医院。2009年，龙岩市第二医院成为福建医科大学的临床教学医院。2013年7月17日，医院新院区启用，建筑面积11.75万平方米，设置床位1000张。
2015年6月12日，龙岩市第二医院和上海长海医院签订普外科和泌尿外科的深度合作协议。2017年4月27日，龙岩市第二医院揭牌成立眼科中心，并与天津市眼科医院正式“联姻”挂牌协作，成为天津市眼科医院“龙岩协作医院”。

## 院区地址
- 新院地址：龙岩市新罗区北城双洋西路8号
- 东院地址：龙岩市新罗区东城东兴路153号